# Ligne Ryūgasaki
La ligne Ryūgasaki (竜ヶ崎線, Ryūgasaki-sen) est une ligne ferroviaire exploitée par la compagnie privée Kantō Railway à Ryūgasaki, dans la préfecture d'Ibaraki au Japon. Elle relie la gare de Sanuki à celle de Ryūgasaki.

## Histoire
La ligne a été ouverte le 14 août 1900 par le chemin de fer de Ryūzaki (竜崎鉄道). Elle passe sous le contrôle du chemin de fer Kashima Sangu (鹿島参宮鉄道) en 1944, puis de la Kantō Railway en 1965.

## Caractéristiques

### Ligne
- Longueur : 4,5 km
- Ecartement : 1 067 mm
- Nombre de voies : Voie unique

### Liste des gares
La ligne comporte 3 gares.
| Gare           | Nom japonais | Distance (km) | Correspondances                  | Localisation |
| -------------- | ------------ | ------------- | -------------------------------- | ------------ |
| Sanuki         | 佐貫         | 0             | JR East : Jōban (à Ryūgasakishi) | Ryūgasaki    |
| Ireji          | 入地         | 2,2           |                                  | Ryūgasaki    |
| Ryūgasaki (ja) | 竜ヶ崎       | 4,5           |                                  | Ryūgasaki    |